# Aleksàndrovka (Xebékino)
|  | Per a altres significats, vegeu «Aleksàndrovka (Bélgorod)». |

Aleksàndrovka — Александровка (rus) — és un poble (un khútor) de l'óblast de Bélgorod, a Rússia. El 2010 tenia 9 habitants. Pertany al districte (raion) de Xebékino.